# Yasuhiro Ishimoto

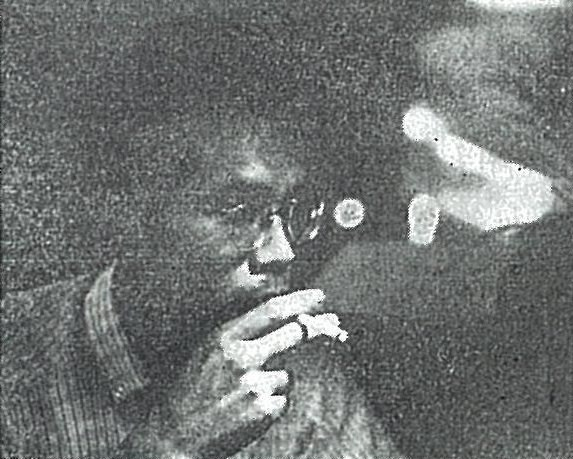
Yasuhiro Ishimoto (1962)

Yasuhiro Ishimoto (japanisch 石元 泰博, Ishimoto Yasuhiro; * 14. Juni 1921 in San Francisco, Kalifornien, USA; † 6. Februar 2012 in Tokio, Japan) war ein japanisch-amerikanischer Fotograf.

## Leben
Ishimoto wurde in Kalifornien geboren, wo seine Eltern als Bauern lebten. Die Familie zog 1924 nach Japan in die Heimatstadt der Eltern, Tosa in der Präfektur Kōchi, zurück. Er machte seinen Schulabschluss an der Höheren Schule für Landwirtschaft in Kōchi und ging 1939 zurück in die Vereinigten Staaten. Dort begann er ein Studium der Architektur an der Northwestern University in Chicago, Illinois, das er jedoch 1942 wegen seiner Internierung nach dem Beginn des Krieges mit Japan abbrechen musste. Die Studienzeit hatte jedoch auf seine späteren Interessen beim Fotografieren großen Einfluss. Während seines Aufenthalts bis 1944 im Internierungslager Amache in Colorado (offiziell Granada Relocation Center genannt) erlernte er Fotografieren.
Ishimoto kehrte nach Chicago zurück und schrieb sich 1948 in der Abteilung Fotografie des Chicago Institute of Design (früher: New Bauhaus) ein, welches 1949 mit dem Illinois Institute of Technology fusionierte. Dort machte er 1952 seinen Abschluss. In seiner Studienzeit arbeitete er als Fotograf und gewann bereits in dieser Zeit verschiedene Preise, so zum Beispiel den Moholy-Nagy-Preis, den er sogar zweimal bekam.
1953 ging Ishimoto nach Japan zurück und fotografierte im Auftrag des New Yorker Museum of Modern Art, die Katsura-Villa in Kyōto. Der Band mit Schwarz-Weiß-Fotos und Texten von Walter Gropius und Tange Kenzō wurde in den letzten Jahrzehnten in mehreren Sprachen und mehreren Auflagen veröffentlicht. An der Ausstellung The Family of Man, die Edward Steichen betreut hatte und einer Ausstellung mit Katalog des Jahres 1955 im New Yorker Museum of Modern Art nahm Ishimoto ebenso teil, wie an Ausstellungen im Art Institute of Chicago 1960 und erneut im Museum of Modern Art 1961.
Zwischen 1958 und 1961 lebte Ishimoto in Chicago. Nach seiner Rückkehr nach Japan im selben Jahr nahm er 1969 die japanische Staatsbürgerschaft an. In den davorliegenden Jahren lehrte er Fotografie an der Kuwasawa Design School, dem Tōkyō College of Photography sowie in den Jahren 1966 bis 1971 an der Zōkei-Universität Tokio. Er bereiste viele Länder der Welt und befasste sich mehrmals mit Bauwerken der traditionellen japanischen Architektur, so zum Beispiel mit dem Tō-ji-Tempel in Kyōto (auch unter der Bezeichnung Kyō-ō Gokoku-ji bekannt), dem Ise-Schrein und erneut mit der Katsura-Villa, über die dann jeweils prachtvolle Bildbände entstanden.
Es gab 1996 eine Einzelausstellungen im Nationalmuseum für moderne Kunst Tokio und  1999 im Art Institute of Chicago in den USA. 1996 wurde Ishimoto als Person mit besonderen kulturellen Verdiensten geehrt.
Ishimoto starb an den Folgen eines Schlaganfalls. Seinen fotografischen Nachlass vermachte Ishimoto dem Kunstmuseum in der Stadt Kōchi.

## Ausstellungen
- 1969: Yasuhiro Ishimoto; A Tale of Two Cities, Art Institute of Chicago, Chicago, Illinois, USA.
- 2000–2001: Yasuhiro Ishimoto Photographs: Traces of Memory, Cleveland Museum of Art, Cleveland,  Ohio, USA